# Canard de Merchtem
Le canard de Merchtem est une race de canard domestique au plumage blanc issue du de la région de Merchtem en Belgique.

## Histoire
Le canard de Merchtem est originaire des alentours de Merchtem, bourgade à 18 kilomètres de Bruxelles qui avait au XIXe siècle un grand marché approvisionnant la capitale. Il a été sélectionné à la fin du XIXe siècle à partir du canard d'Aylesbury et de canards locaux et notamment du canard de Termonde (où l'on engraissait à Lebbeke les canetons de la région). C'est aujourd'hui une race rare élevée dans la partie flamande de la Belgique et sporadiquement dans le Nord de la France, où il a servi à la sélection du canard de Bourbourg.

## Description
C’est un grand canard fermier rustique  au port horizontal, sans fanon ni quille. Le plumage blanc pur est bien fourni, lisse et serré au corps. Son bec long et large est blanc rosé et les pattes de ce canard sont jaune orangé. Le mâle atteint 3,5 kg et la cane, 3 kg.
La cane est une très bonne pondeuse (plus de 200 œufs) et très bonne couveuse. Ce canard est fort apprécié pour sa chair.